# A magyar labdarúgó-válogatott mérkőzései 1911-ben
A magyar labdarúgó-válogatottnak 1911-ben hét mérkőzése volt, az első európai túrán (28-30. mérkőzések) részt vevő csapattal tartott a Nemzeti Sport tudósítója is.
Szövetségi kapitányok: 
- Minder Frigyes 28–30.
- Herczog Ede 31–34.

## Eredmények
| 28. mérkőzés 1911. január 1. | Franciaország | 0 – 3             | Magyarország          | Stade du CAP, Charentonneau, Párizs Nézőszám: 2 032 Játékvezető: Charles Barette (BEL) |
| 28. mérkőzés 1911. január 1. |               | (0 – 2) Részletek | Schlosser 10' 31' 49' | Stade du CAP, Charentonneau, Párizs Nézőszám: 2 032 Játékvezető: Charles Barette (BEL) |

| 29. mérkőzés 1911. január 6. | Olaszország | 0 – 1             | Magyarország  | Stadio Civico Arena, Milánó Nézőszám: 4 500 Játékvezető: Henry Goodley (ENG) |
| 29. mérkőzés 1911. január 6. |             | (0 – 1) Részletek | Schlosser 22' | Stadio Civico Arena, Milánó Nézőszám: 4 500 Játékvezető: Henry Goodley (ENG) |

| 30. mérkőzés 1911. január 8. | Svájc                 | 2 – 0             | Magyarország | Hardau, Zürich Nézőszám: 3 000 Játékvezető: Henry Devitt (ENG) |
| 30. mérkőzés 1911. január 8. | Collet 54' Wyss I 71' | (0 – 0) Részletek |              | Hardau, Zürich Nézőszám: 3 000 Játékvezető: Henry Devitt (ENG) |

| 31. mérkőzés 1911. május 7. | Ausztria                   | 3 – 1             | Magyarország | Hohe Warte Stadion, Bécs Nézőszám: 7 000 Játékvezető: Hubert Istace (BEL) |
| 31. mérkőzés 1911. május 7. | Hussak 35' R. Merz 38' 79' | (2 – 1) Részletek | Bodnár 20'   | Hohe Warte Stadion, Bécs Nézőszám: 7 000 Játékvezető: Hubert Istace (BEL) |

| 32. mérkőzés 1911. október 29. | Magyarország                                                    | 9 – 0             | Svájc | Millenáris-pálya, Budapest Nézőszám: 15 000 Játékvezető: Hugo Meisl (AUT) |
| 32. mérkőzés 1911. október 29. | Bíró 5' Schlosser 18' 56' 62' 79' 81' 83' Bodnár 18' Koródy 26' | (4 – 0) Részletek |       | Millenáris-pálya, Budapest Nézőszám: 15 000 Játékvezető: Hugo Meisl (AUT) |

| 33. mérkőzés 1911. november 5. Wagner-serleg | Magyarország             | 2 – 0             | Ausztria | FTC-pálya, Budapest Nézőszám: 25 000 Játékvezető: Henry Devitt (ENG) |
| 33. mérkőzés 1911. november 5. Wagner-serleg | Schlosser 30' Koródy 53' | (1 – 0) Részletek |          | FTC-pálya, Budapest Nézőszám: 25 000 Játékvezető: Henry Devitt (ENG) |

| 34. mérkőzés 1911. december 17. | Németország   | 1 – 4             | Magyarország                               | MTV '79-Platz, München Nézőszám: 8 000 Játékvezető: Hugo Meisl (AUT) |
| 34. mérkőzés 1911. december 17. | Worpitzky 80' | (0 – 2) Részletek | Sebestyén 24' Schlosser 43' 74' Bodnár 66' | MTV '79-Platz, München Nézőszám: 8 000 Játékvezető: Hugo Meisl (AUT) |